# Grand Prix Formule 1 van Groot-Brittannië 1964
De Grand Prix Formule 1 van Groot-Brittannië 1964 werd gehouden op 11 juli op het circuit van Brands Hatch in West Kingsdown. Er wordt ook weleens naar verwezen als de Europese Grand Prix. Het was de vijfde race van het seizoen.

## Uitslag
| Pos. | Nr. | Coureur             | Constructeur   | Rondes | Tijd / Oorzaak uitval | Grid | Punten |
| ---- | --- | ------------------- | -------------- | ------ | --------------------- | ---- | ------ |
| 1    | 1   | Jim Clark           | Lotus-Climax   | 80     | 2:15:07.0             | 1    | 9      |
| 2    | 3   | Graham Hill         | BRM            | 80     | + 2.8                 | 2    | 6      |
| 3    | 7   | John Surtees        | Ferrari        | 80     | + 1:20.6              | 5    | 4      |
| 4    | 5   | Jack Brabham        | Brabham-Climax | 79     | + 1 Ronde             | 4    | 3      |
| 5    | 8   | Lorenzo Bandini     | Ferrari        | 78     | + 2 Rondes            | 8    | 2      |
| 6    | 10  | Phil Hill           | Cooper-Climax  | 78     | + 2 Rondes            | 15   | 1      |
| 7    | 19  | Bob Anderson        | Brabham-Climax | 78     | + 2 Rondes            | 7    |        |
| 8    | 4   | Richie Ginther      | BRM            | 77     | + 3 Rondes            | 14   |        |
| 9    | 2   | Mike Spence         | Lotus-Climax   | 77     | + 3 Rondes            | 13   |        |
| 10   | 11  | Innes Ireland       | BRP-BRM        | 77     | + 3 Rondes            | 10   |        |
| 11   | 20  | Jo Siffert          | Brabham-BRM    | 76     | + 4 Rondes            | 16   |        |
| 12   | 18  | Giancarlo Baghetti  | BRM            | 76     | + 4 Rondes            | 21   |        |
| 13   | 6   | Dan Gurney          | Brabham-Climax | 75     | + 5 Rondes            | 3    |        |
| 14   | 22  | John Taylor         | Cooper-Climax  | 56     | + 24 Rondes           | 20   |        |
| NF   | 16  | Jo Bonnier          | Brabham-BRM    | 45     | Remmen                | 9    |        |
| NF   | 24  | Peter Revson        | Lotus-BRM      | 43     | Differentieel         | 22   |        |
| NF   | 17  | Tony Maggs          | BRM            | 38     | Versnellingsbak       | 17   |        |
| NF   | 23  | Ian Raby            | Brabham-BRM    | 37     | Ongeluk               | 23   |        |
| NF   | 12  | Trevor Taylor       | Lotus-BRM      | 23     | Onwel                 | 18   |        |
| NF   | 14  | Mike Hailwood       | Lotus-BRM      | 17     | Oliepijp              | 12   |        |
| NF   | 15  | Chris Amon          | Lotus-BRM      | 9      | Koppeling             | 11   |        |
| NF   | 9   | Bruce McLaren       | Cooper-Climax  | 7      | Versnellingsbak       | 6    |        |
| NF   | 26  | Frank Gardner       | Brabham-Ford   | 0      | Ongeluk               | 19   |        |
| NQ   | 25  | Maurice Trintignant | BRM            |        |                       |      |        |

## Statistieken
| Pole-position | Jim Clark | Lotus-Climax | 1:38.1 |
| Snelste ronde | Jim Clark | Lotus-Climax | 1:38.8 |

## Noot
- Dit was het debuut van de Britse coureurs Richard Attwood en John Taylor, en van de Australische coureur Frank Gardner.
- Vijfde Grand Slam voor Jim Clark - hiermee evenaarde hij het record van Alberto Ascari uit 1953.
- Dit was de derde (opeenvolgende) Grote Prijs van Groot-Brittannië die werd gewonnen door Jim Clark, en daarmee vestigde hij een nieuw record. Hij verbrak het record van twee overwinningen in Groot-Brittannië van Alberto Ascari, gevestigd in 1953.

1926 · 1927 · 1948 · 1949 · 1950 · 1951 · 1952 · 1953 · 1954 · 1955 · 1956 · 1957 · 1958 · 1959 · 1960 · 1961 · 1962 · 1963 · 1964 · 1965 · 1966 · 1967 · 1968 · 1969 · 1970 · 1971 · 1972 · 1973 · 1974 · 1975 · 1976 · 1977 · 1978 · 1979 · 1980 · 1981 · 1982 · 1983 · 1984 · 1985 · 1986 · 1987 · 1988 · 1989 · 1990 · 1991 · 1992 · 1993 · 1994 · 1995 · 1996 · 1997 · 1998 · 1999 · 2000 · 2001 · 2002 · 2003 · 2004 · 2005 · 2006 · 2007 · 2008 · 2009 · 2010 · 2011 · 2012 · 2013 · 2014 · 2015 · 2016 · 2017 · 2018 · 2019 · 2020 · 2021 · 2022 · 2023 · 2024 · 2025 · 2026 · 2027 · 2028 · 2029 · 2030 · 2031 · 2032 · 2033 · 2034
Als eretitel: 1923 (Italië) · 1924 (Frankrijk) · 1925 (België) · 1926 (San Sebastián) · 1927 (Italië) · 1928 (Italië) · 1930 (België) · 1947 (België) · 1948 (Zwitserland) · 1949 (Italië) · 1950 (Groot-Brittannië) · 1951 (Frankrijk) · 1952 (België) · 1954 (Duitsland) · 1955 (Monaco) · 1956 (Italië) · 1957 (Groot-Brittannië) · 1958 (België) · 1959 (Frankrijk) · 1960 (Italië) · 1961 (Duitsland) · 1962 (Nederland) · 1963 (Monaco) · 1964 (Groot-Brittannië) · 1965 (België) · 1966 (Frankrijk) · 1967 (Italië) · 1968 (Duitsland) · 1972 (Groot-Brittannië) · 1973 (België) · 1974 (Duitsland) · 1975 (Oostenrijk) · 1976 (Nederland) · 1977 (Groot-Brittannië)
Als alleenstaande race: 1983 · 1984 · 1985 · 1993 · 1994 · 1995 · 1996 · 1997 · 1999 · 2000 · 2001 · 2002 · 2003 · 2004 · 2005 · 2006 · 2007 · 2008 · 2009 · 2010 · 2011 · 2012 · 2016